# WOWCube
WOWCube é um console de jogos ou um enigma eletrônico estruturado como um Cubo de Rubik, também classificado como um quebra-cabeça eletrônico; um exemplo de interface tátil do usuário e o primeiro console de jogos em formato de cubo. Ele consiste em oito elementos idênticos funcionando como uma única unidade e permite a execução de jogos especialmente preparados escritos em Pawn. A licença é de hardware aberto (Open Source).

## História
O conceito do quebra-cabeça foi proposto por Savva Osipov em 2016. O primeiro protótipo baseado em Arduino foi desenvolvido em 2017. A patente russa foi obtida por Ilya e Savva Osipov em 2017. Um protótipo inicial foi apresentado em 8 de junho de 2017 em uma conferência científica CALL na Universidade da Califórnia, Berkeley, e em maio de 2018, o quebra-cabeça foi apresentado ao público em geral na exposição Maker Faire em Santa Clara, Califórnia.
Em agosto de 2021, distribuidores em 18 países estavam interessados no WOWCube, com a maior demanda no Japão. A empresa pré-reservou 155.000 unidades, totalizando cerca de US$ 39 milhões (a US$ 250 por unidade no varejo). Em 30 de agosto de 2021, foi anunciado que a Cubios havia levantado mais US$ 4,5 milhões em uma rodada A, incluindo US$ 1,5 milhão da Hand of Midas Capital e mais US$ 3 milhões de outros empreendimentos e anjos investidores. Foi anunciado que o processo de encomenda começaria em setembro. No geral, a startup foi avaliada em US$ 25 milhões. No final de dezembro de 2021, ficou sabido que a Comissão de Valores Mobiliários e Câmbio permitiu aos desenvolvedores levantar até US$ 5 milhões por ano por meio de financiamento coletivo de investimento: aos investidores foram oferecidos 10% das ações da Cubios, e os títulos poderiam ser adquiridos na plataforma StartEngine.
De acordo com os desenvolvedores, o lançamento no mercado está agendado para o segundo semestre de 2022. De acordo com especialistas, o custo de uma cópia (US$ 250) equivalia ao custo de um console Nintendo Switch ou a um "smartphone de preço médio", mas devido à especificidade da plataforma, ainda havia o risco de que o brinquedo não se pagasse. Após a introdução do brinquedo na CES 2023, foi anunciado que as vendas do WOWCube começariam a US$ 499 por unidade.

## Descrição
O sistema operacional usado pelo console WowCube é o FreeRTOS. O código P é interpretado pela máquina abstrata da linguagem Pawn, o que permite a execução de lógicas de jogo pré-compiladas tanto no console quanto em sua emulação de software. O SDK do WowCube contém um emulador de software, que permite lançar os jogos projetados em um PC sem um console real. Todos os componentes do software WowCube são usados sob licenças abertas, como a Licença MIT, Licenças BSD e a Licença Apache.
O SDK do WowCube inclui um emulador de software que permite desenvolver programas de software sem um console WowCube real disponível. Atualmente, os sistemas operacionais suportados são Windows e MacOS. O emulador é baseado no seguinte software livre e de código aberto.
- A linguagem de programação Processing é usada para visualização 3D do console de jogos, upload e exibição de jogos (imagem) e transmissão de vários eventos (rotação dos elementos do quebra-cabeça, ações do acelerômetro) do usuário para as lógicas escritas na linguagem Pawn.
- A linguagem Pawn é usada para escrever lógicas de jogos, que reagem a eventos ocorridos no console WowCube real ou no emulador, e respondem, por sua vez, com uma sequência de comandos na visualização das mudanças no ambiente de jogo.
- O ambiente de desenvolvimento integrado Visual Studio Code é usado para editar o código do jogo na linguagem Pawn Apologies for that, let me continue: